# GlaubeLiebeTod
Albums de Oomph!
Wahrheit oder Pflicht
(2004) Monster
(2008)
GlaubeLiebeTod est le neuvième album du groupe allemand de metal industriel Oomph! sorti en 2006.

## Réception
Cet album restera connu pour ses nombreux tubes tels que Gott ist ein Popstar (littéralement « Dieu est une popstar »), d'ailleurs censuré en Allemagne, Traümst du avec lequel le groupe gagnera le Bundesvision Song Contest 2007 avec Marta Jadova ou Die Schlinge en duo avec le groupe finlandais Apocalyptica. GlaubeLiebeTod signifie la croyance de l'amour et la mort et les textes restent dans les thèmes abordés par le groupe : l'amour, la religion, et la mort.

## Tournée associée
Le GlaubeLiebeTodTour commença en mai 2006 en Allemagne, et passa début octobre 2006 en France avec notamment Lyon, Ramonville, Nantes, Strasbourg et Paris. Il fut filmé à Berlin et un dvd, Roshtoff, sortit en juillet 2007

## Liste des pistes
1. Gott ist ein Popstar - 3:53
2. Das letzte Steichholz - 3:37
3. Traümst du - 3:57
4. Die Schlinge - 3:58
5. Du willst es doch auch - 3:27
6. Eine Frau spricht im Schlaf - 3:58
7. Mein Schatz - 3:38
8. Dreh dich nicht um - 3:28
9. Land in Sicht - 4:06
10. Tanz in den Tod - 3:26
11. Ich will deine Seele - 3:20
12. Zuviel Liebe kann dich töten - 3:48

Bonus de l'édition limitée
1. Wenn du mich lässt - 3:50
2. Menschsein - 3:32